# Nikodem (Rotow)
Nikodem, imię świeckie Boris Gieorgijewicz Rotow (ur. 15 października 1929 we Frołowie, zm. 5 września 1978 w Watykanie) – rosyjski biskup prawosławny, metropolita leningradzki i nowogrodzki Rosyjskiego Kościoła Prawosławnego w latach 1963–1978.
Pochodził z rodziny wiejskiej z okolic Riazania. W wieku osiemnastu lat w tajemnicy przed rodziną złożył wieczyste śluby mnisze, zaś dwa lata później przyjął święcenia kapłańskie i rozpoczął służbę w eparchii jarosławskiej i rostowskiej. Od 1956 do 1959 był członkiem rosyjskiej misji prawosławnej w Jerozolimie. W 1960 został wyświęcony na biskupa podolskiego, wikariusza eparchii moskiewskiej, i objął stanowisko przewodniczącego Wydziału Zewnętrznych Stosunków Cerkiewnych. Działał na rzecz ożywienia kontaktów między lokalnymi Kościołami prawosławnymi, jak również w ruchu ekumenicznym, był szczególnym zwolennikiem dialogu z Kościołem katolickim, którego zjednoczenie z Kościołem prawosławnym uważał za bliskie i naturalne. Od 1963 kierował metropolią leningradzką, co w połączeniu z prowadzoną działalnością międzynarodową uczyniło go jednym z najbardziej wpływowych hierarchów Rosyjskiego Kościoła Prawosławnego. W 1971 należał do poważnych kandydatów na patriarchę Moskwy i całej Rusi, do jego wyboru nie dopuściło jednak KGB. Zmarł na zawał serca w 1978 w czasie audiencji u papieża Jana Pawła I.
Według dokumentów pochodzących z Archiwum Mitrochina był agentem KGB o pseudonimie ADAMANT.

## Życiorys

### Dzieciństwo i młodość
Boris Rotow urodził się w rodzinie mierniczego i pracownika administracji kołchozu Gieorgija Rotowa oraz jego żony Jelizawiety, z zawodu nauczycielki. Miał starszą siostrę Jelenę. Najprawdopodobniej przyszły metropolita został ochrzczony wkrótce po urodzeniu. Dokładny czas tego wydarzenia nie jest możliwy do ustalenia, gdyż cerkiew, w której udzielono sakramentu, została następnie zamknięta i zaadaptowana na magazyn, zaś archiwum parafialne uległo zniszczeniu. Do 12–13 roku życia nie prowadził jednak żadnego życia religijnego, gdyż jego ojciec był komunistą z przekonania, zaś wierząca matka nie uczestniczyła razem z dziećmi w nabożeństwach, prawdopodobnie zgodnie z jego życzeniem. Jak jednak wspominał duchowny, w tym momencie przeżył wewnętrzną przemianę i wkrótce później postanowił zostać prawosławnym duchownym. Zainteresowanie prawosławiem było rezultatem wizyty w cerkwi, na jaką zdecydował się nastoletni Boris, by osobiście sprawdzić, na ile rzetelne były treści antyreligijne, z jakimi stykał się w szkole. W 1942 po raz pierwszy spełniał w cerkwi w Riazaniu funkcję ministranta, co czynił początkowo w tajemnicy przed rodzicami, następnie zaś wbrew ich sprzeciwom.
Po II wojnie światowej szesnastoletnim Borisem Rotowem zainteresował się biskup riazański Dymitr (Gradusow), który zgodził się przyjąć od niego wieczyste śluby mnisze. W ostatniej chwili, gdy data tego wydarzenia była już wyznaczona, dwie mniszki zaproszone do asystowania przy ceremonii przekonały hierarchę, iż kandydat na mnicha jest za młody, w dodatku jego rodzice nie wyrazili zgody na wstąpienie przezeń do monasteru. W tym samym roku biskup Dymitr został przeniesiony do eparchii jarosławskiej i rostowskiej i do 1947 utrzymywał z Rotowem jedynie kontakt korespondencyjny.
W 1947 Boris Rotow ukończył szkołę średnią. Zdał egzamin wstępny na studia w Instytucie Medycyny w Moskwie, jednak nie został przyjęty z powodu zbyt dużej liczby kandydatów. Na podstawie wyników tego samego egzaminu pozwolono mu natomiast podjąć studia na wydziale nauk przyrodniczych Instytutu Pedagogicznego w Riazaniu. Wracając z egzaminów w Moskwie, Rotow zatrzymał się w Jarosławiu, gdzie arcybiskup Dymitr (Gradusow) udzielił mu święceń diakońskich, zaś dwa dni później przyjął od niego wieczyste śluby mnisze, nadając mu imię Nikodem na cześć Nikodema, tajnego ucznia Jezusa, zgodnie z życzeniem Borisa Rotowa. Fakt wstąpienia przez młodzieńca do stanu duchownego pozostawał w ciągu najbliższych kilku lat tajemnicą. Mnich Nikodem odbył zasadniczą służbę wojskową na zasadach dla świeckich studentów i przez dwa lata studiował, osiągając dobre wyniki. Dopiero 20 listopada 1949, po przyjęciu święceń kapłańskich, postanowił przerwać naukę i całkowicie skupić się na pracy dla Cerkwi.

### Kapłaństwo

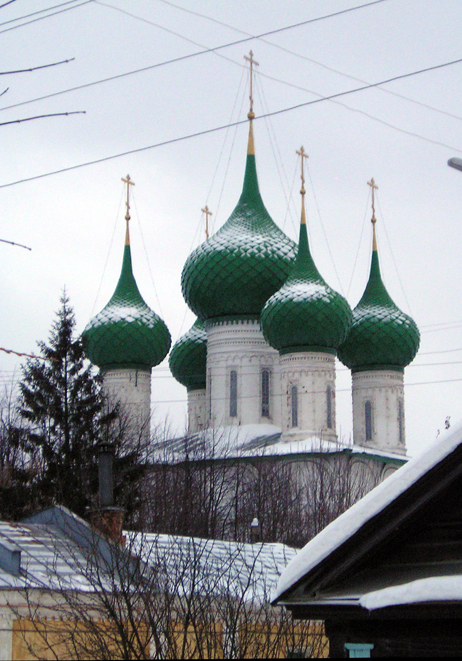
Sobór Fiodorowskiej Ikony Matki Bożej w Jarosławiu, w którym Nikodem (Rotow) służył przez cztery lata

Po przyjęciu święceń hieromnich Nikodem został włączony do kleru eparchii jarosławskiej i rostowskiej i objął jako proboszcz parafię w Dawydowie. Następnie prowadził pracę duszpasterską w Perejasławiu Zaleskim i w Ugliczu, gdzie został ponadto dziekanem dekanatu uglickiego. Od 1952 służył w soborze Fiodorowskiej Ikony Matki Bożej w Jarosławiu. Ponadto w 1950 podjął w trybie zaocznym naukę w seminarium duchownym w Leningradzie, zaś po jego ukończeniu – na Akademii Duchownej w tym samym mieście. Jego działalność jako proboszcza była wysoko oceniana przez ówczesnego locum tenens eparchii jarosławskiej i rostowskiej, biskupa uglickiego Izajasza. Od grudnia 1954 do lutego 1956 był p.o. proboszcza parafii Fiodorowskiej Ikony Matki Bożej w Jarosławiu. Z miasta tego wyjechał z powodu powołania go w poczet członków rosyjskiej misji prawosławnej w Jerozolimie.
W sierpniu 1956 Nikodem (Rotow) otrzymał godność igumena i został mianowany zastępcą przełożonego misji. Po kolejnych sześciu miesiącach zastąpił archimandrytę Pimena (Chmielewskiego) na stanowisku jej przełożonego. Otrzymał równocześnie godność archimandryty. W lutym 1959 zakończył swoją pracę w ramach misji. W okresie pobytu w Jerozolimie duchowny opracował również pracę na temat historii tejże instytucji, za którą otrzymał tytuł kandydata nauk teologicznych.

### Biskup

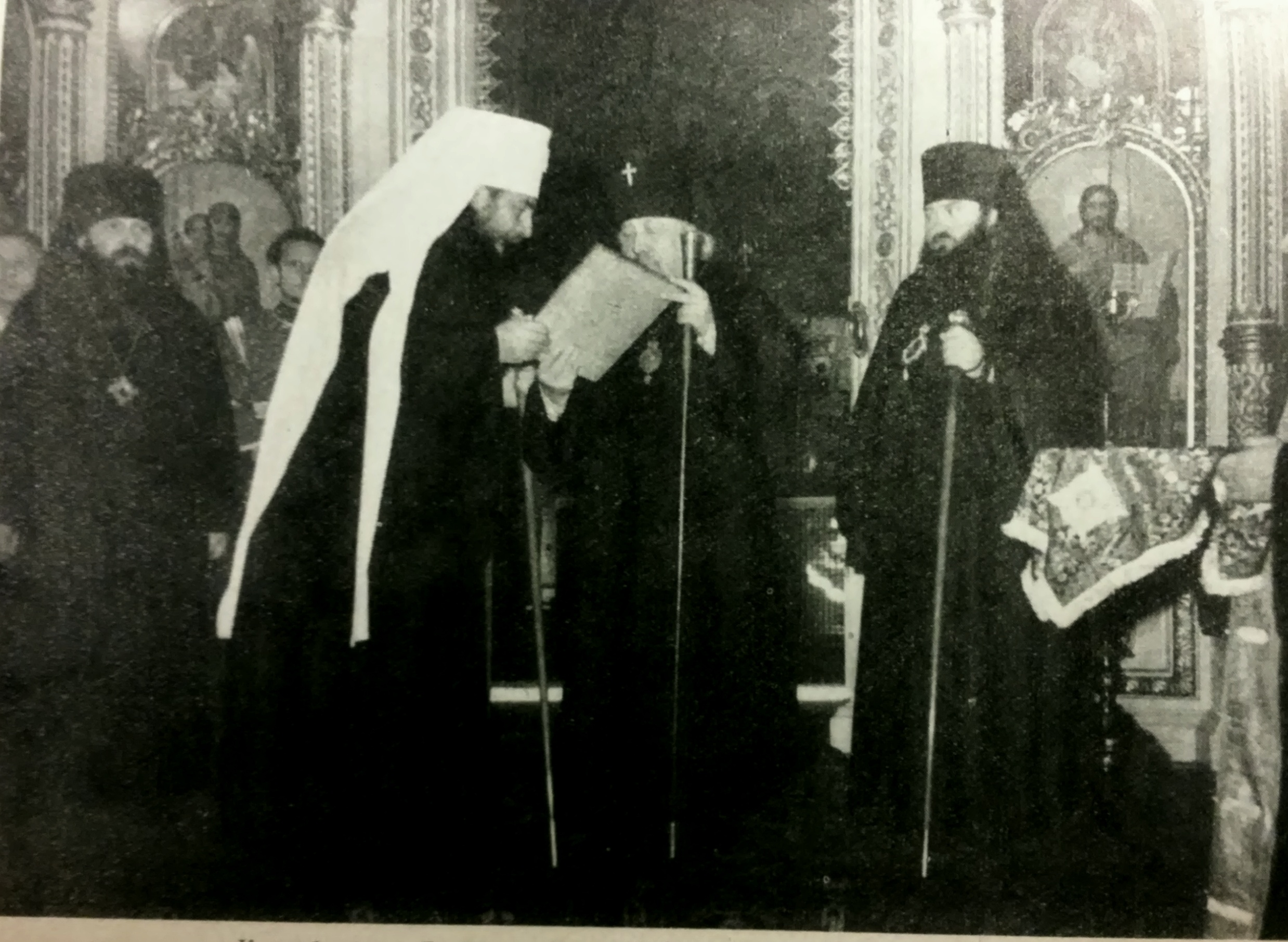
Nikodem (Rotow) jako biskup podolski uczestniczy w ceremonii pogrzebu byłego metropolity warszawskiego i całej Polski w monasterze Zaśnięcia Matki Bożej w Odessie (stoi z prawej)

W czerwcu 1959 archimandryta Nikodem (Rotow) został zatrudniony w Wydziale Zewnętrznych Stosunków Cerkiewnych jako jego wiceprzewodniczący. 21 czerwca 1960 zastąpił metropolitę Mikołaja (Jaruszewicza) na stanowisku przewodniczącego wymienionego wydziału, równocześnie otrzymując nominację na biskupa podolskiego, wikariusza eparchii moskiewskiej. Chirotonia nowego hierarchy odbyła się w Ławrze Troicko-Siergijewskiej 10 lipca 1960 z udziałem konsekratorów: patriarchy moskiewskiego i całej Rusi Aleksego, metropolity Wzgórz Libańskich Eliasza (Patriarchat Aleksandryjski) oraz biskupów sergiopolskiego Bazylego, dmitrowskiego Pimena i możajskiego Stefana.
Od września tego samego roku kierował ponadto Wydziałem Prasy w Patriarchacie Moskiewskim i zaczął brać aktywny udział w pracach Chrześcijańskiej Konferencji Pokojowej.
23 listopada 1960 Nikodem (Rotow) został mianowany biskupem jarosławskim i rostowskim. Od 16 marca 1961 zasiadał w Świętym Synodzie Rosyjskiego Kościoła Prawosławnego, zaś 10 czerwca tego samego roku otrzymał godność arcybiskupią. W tym samym roku, między 18 listopada a 6 grudnia, stał na czele delegacji Rosyjskiego Kościoła Prawosławnego na III Zgromadzeniu Ogólnym Światowej Rady Kościołów, w czasie którego wybrano go na członka jej Komitetów Centralnego i Wykonawczego. Od tego momentu był aktywnym uczestnikiem prac Rady, przyczynił się również do przystąpienia Patriarchatu Moskiewskiego do tejże organizacji.
Uczestniczył w porozumieniu z Metz, gdzie od sierpnia 1962 jako wysłannik Moskwy prowadził zakulisowe negocjacje z reprezentującym Jana XXIII kard. Eugène Tisserantem, w sprawie powstrzymania się Kościoła rzymskokatolickiego podczas soboru watykańskiego II od potępienia komunizmu. W zamian za to prawosławni zgodzili się skorzystać z zaproszenia do wzięcia udziału w Soborze Watykańskim II w charakterze obserwatorów, na czym szczególnie zależało papieżowi.
W 1963 na własną prośbę odszedł z Wydziału Prasy Patriarchatu Moskiewskiego, by móc skupić się wyłącznie na działalności międzynarodowej. 3 sierpnia tego samego roku Nikodem (Rotow) stanął na czele Komisji Świętego Synodu do Spraw Jedności Chrześcijan. Między 4 sierpnia 1963 a 9 października tego roku pełnił urząd metropolity mińskiego i białoruskiego. W eparchii tej doprowadził do przerwania przez władze kampanii zamykania cerkwi. Następnie został przeniesiony na katedrę leningradzką. Łączenie funkcji przewodniczącego Wydziału Zewnętrznych Stosunków Cerkiewnych (odpowiedzialnego ponadto za parafie Patriarchatu w Japonii, Finlandii i na Węgrzech) oraz metropolity leningradzkiego oznaczało, iż stał się najbardziej wpływowym hierarchą Patriarchatu Moskiewskiego i najbliższym współpracownikiem patriarchy Aleksego I. Ponadto w okresie zarządzania przez niego Wydziałem Zewnętrznych Stosunków Cerkiewnych stał się on najbardziej wpływową instytucją Patriarchatu Moskiewskiego, oddziałującą również na te struktury Kościoła, które teoretycznie nie podlegały jego kompetencjom.
Według informacji zawartych w Archiwum Mitrochina Nikodem (Rotow) był agentem KGB o pseudonimie ADAMANT i to poparcie tajnych służb odegrało decydującą rolę w jego wyjątkowo szybkim awansie w hierarchii cerkiewnej. Wyjeżdżając na posiedzenia organizacji ekumenicznych, metropolita blokował wydawanie przez nie publicznych dokumentów potępiających prześladowania religijne w Związku Radzieckim i nieskutecznie przekonywał, iż chrześcijanie w ZSRR cieszą się swobodą kultu. Twierdził również, iż chrześcijanie i marksiści mogą współpracować na rzecz budowy na świecie pokoju i sprawiedliwości, zaznaczając przy tym, że ich dialog na innych płaszczyznach nie jest właściwie możliwy. Równocześnie jego wielka żarliwość religijna, widoczna w czasie nabożeństw, w tym ekumenicznych, zadziwiała wielu duchownych Kościołów katolickiego i protestanckich. Jego głęboką duchowość podkreślał przełożony generalny jezuitów o. Pedro Arrupe. Metropolita doprowadził również do przerwania kampanii zamykania cerkwi w kierowanej przez siebie metropolii leningradzkiej i nowogrodzkiej i odegrał decydującą rolę w działaniach Kościoła Rosyjskiego na rzecz ocalenia Leningradzkiej Akademii Duchownej przed zamknięciem. Wprowadził znaczące zmiany do programu nauczania w Akademii, zorganizował przy niej studium muzyki i dyrygentury cerkiewnej oraz umożliwił studentom wyjazdy do zagranicznych uczelni teologicznych (także nieprawosławnych).
Ks. Kałużny uważa, że Nikodem nie widział możliwości rozdziału państwa i Kościoła w ZSRR, a ich współpracę postrzegał jako jedyną możliwą dla dobra narodu. Postawa taka była ówcześnie powszechna w episkopacie Rosyjskiego Kościoła Prawosławnego (w II poł. XX wieku odnotowano jedynie kilka przypadków protestu biskupów przeciwko antykościelnym zarządzeniom władz) i wynikała nie tylko z sytuacji Kościoła, ale i z wielowiekowej tradycji jego bliskiej współpracy, czy wręcz uległości wobec państwa rosyjskiego. Powołując się na wspomnienia i relacje świadków, ks. Kałużny twierdzi, iż decyzja metropolity o współpracy z władzami radzieckimi stale wywoływała u niego wątpliwości i walkę wewnętrzną. Każdorazowo dochodził on jednak do wniosku, że podjęcie otwartej walki z władzą doprowadzi do zniszczenia Cerkwi.

### Metropolita leningradzki
W dniach 7 i 8 grudnia 1965 metropolita Nikodem uczestniczył w ceremonii zamknięcia soboru watykańskiego II. Od 1967 uczestniczył w pierwszych cyklicznych spotkaniach między rosyjskimi teologami prawosławnymi oraz teologami rzymskokatolickimi. Zdaniem autora szkicu biograficznego nt. hierarchy, biskupa Szymona (Iszunina), przemiany zachodzące w Kościele katolickim skłoniły metropolitę do zmiany negatywnego dotąd zdania o tymże Kościele, a wręcz stał się ogromnym zwolennikiem dialogu z nim. Hierarcha dopuszczał do studiów w Leningradzkiej Akademii Teologicznej studentów o nastawieniu prokatolickim i nie robił im trudności, gdy część z nich konwertowała z prawosławia na katolicyzm. Nikodem bardzo szanował zakon jezuitów, czy wręcz sugerował, iż gdyby mógł ponownie decydować o swojej przyszłości, wstąpiłby właśnie do niego. W swojej bibliotece posiadał Ćwiczenia duchowne Ignacego Loyoli, do których często sięgał lub wręczał wyświęcanym przez siebie kapłanom. W miarę studiowania historii Kościoła metropolita doszedł do wniosku, iż skutki wielkiej schizmy wschodniej nie są głębokie, a zjednoczenie Kościoła katolickiego i Kościołów prawosławnych jest bliskie. Sam uważał się już za członka zjednoczonego Kościoła powszechnego. Dlatego w swojej działalności międzynarodowej podejmował starania na rzecz upowszechniania duchowego bogactwa prawosławia na zachodzie.
Od 1967 Nikodem (Rotow) nosił tytuł metropolity leningradzkiego i nowogrodzkiego, co wiązało się z objęciem przez niego, oprócz pełnionych do tej pory obowiązków, także zarządu eparchii nowogrodzkiej. W 1970 otrzymał tytuł naukowy magistra nauk teologicznych za pracę poświęconą papieżowi Janowi XXIII. Interesował się historią Kościołów chrześcijańskich i liturgiką, jak również literaturą powszechną i socjologią. Tłumaczył na język rosyjski kanon św. Andrzeja z Krety.
W 1969, po zatwierdzeniu przez Jurija Andropowa planu operacji przeciwko Watykanowi, Nikodem (Rotow) jako agent KGB otrzymał polecenie „siania nieufności” w Kongregacji ds. Kościołów Wschodu, Komisji Sprawiedliwości i Pokoju oraz Sekretariacie ds. Jedności Chrześcijan. Rok później metropolita odegrał znaczącą rolę w procesie uporządkowania sytuacji kanonicznej i nadania autokefalii Kościołowi Prawosławnemu w Ameryce oraz autonomii Japońskiemu Kościołowi Prawosławnemu. Aktywnie działał na rzecz pogłębienia kontaktów między lokalnymi Kościołami prawosławnymi. Był ponadto uczestnikiem dialogu Cerkwi rosyjskiej z Kościołami przedchalcedońskimi, w mniejszym stopniu z Kościołami tradycji protestanckiej.
W 1971 uczestniczył w Soborze Lokalnym Rosyjskiego Kościoła Prawosławnego, zwołanym po śmierci patriarchy Aleksego I w celu wyboru jego następcy. Metropolita Nikodem był wymieniany jako jeden z liczących się kandydatów na nowego zwierzchnika Kościoła. Ostatecznie urząd ten objął metropolita kruticki i kołomieński Pimen (Izwiekow). Co najmniej część hierarchii oddała głosy na Pimena pod wpływem nacisków KGB. Metropolita Juwenaliusz (Pojarkow) wspominał, iż przedstawiciele władz nie chcieli, aby zwierzchnikiem Kościoła był młody, pełen energii Nikodem, podczas gdy KPZR przewodził stary już Leonid Breżniew. W raporcie Urzędu ds. Wyznań z 1973, dzielącego episkopat Rosyjskiego Kościoła Prawosławnego na duchownych całkowicie lojalnych, lojalnych do pewnego stopnia i równocześnie starających się umacniać Kościół oraz tych, którzy usiłowali omijać zarządzenia antykościelne władz. Nikodem (Rotow) znalazł się w drugiej kategorii, uznano go bowiem za człowieka „fanatycznie szerzącego wiarę”. Autorzy raportu cytowali fragmenty wykładów metropolity na Leningradzkiej Akademii Duchownej, twierdząc, iż Nikodem odwraca uwagę młodych ludzi od bieżących zagadnień społecznych, mówiąc o Chrystusie. Metropolita działał również na rzecz zakładania nowych placówek duszpasterskich: zgodnie z ówczesnym rosyjskim prawodawstwem było to możliwe jedynie z inicjatywy grup 20 ludzi świeckich. Nikodem wskazywał zatem zainteresowanym wiernym procedury, za pomocą których mogli oni ubiegać się o otwarcie świątyń. Wspomagał również finansowo ubogich studentów szkół teologicznych, przez co w momencie swojej śmierci pozostawił metropolię leningradzką z długiem wynoszącym od 300 tys. do pół miliona rubli.
W czasie wymienionego soboru Nikodem (Rotow) był autorem przyjętego przez zgromadzonych wniosku o zdjęcie anatemy ze staroobrzędowców. Sporządził także projekt rezolucji surowo krytykującej działalność Rosyjskiego Kościoła Prawosławnego poza granicami Rosji, którą ostatecznie przyjęto w złagodzonej wersji zredagowanej przez metropolitę suroskiego Antoniego. Do soboru wpłynął również wniosek ks. Nikołaja Gainowa oraz trójki świeckich, domagający się przedstawienia teologicznej oceny poglądów metropolity Nikodema, zarzucający, iż jego wizja ekumenizmu i zaangażowanego społecznie chrześcijaństwa jest herezją.
Część duchowieństwa działającego w czasach Nikodema, a także po jego śmierci, oskarżała go o kryptokatolicyzm. Motywem dla tych twierdzeń było poparcie metropolity dla ograniczonych reform liturgicznych, w tym rezygnacji z języka cerkiewnosłowiańskiego na rzecz współczesnego rosyjskiego, jak również szerokie kontakty z Kościołem katolickim.
26 marca 1972 Nikodem (Rotow) przeszedł pierwszy zawał serca. W związku z tym 30 maja tego samego roku na posiedzeniu Świętego Synodu Rosyjskiego Kościoła Prawosławnego wystąpił z prośbą o zwolnienie ze stanowiska przewodniczącego Wydziału Zewnętrznych Stosunków Cerkiewnych. Synod prośbę tę przyjął, zachowując go jednak na stanowisku przewodniczącego komisji ds. Jedności Chrześcijan. Kierowanie Wydziałem powierzono natomiast jednemu z najbliższych współpracowników metropolity Nikodema, biskupowi Juwenaliuszowi (Pojarkowowi), przez co metropolita zachował de facto decydujący wpływ na działalność struktury.
Od 1974 do swojej śmierci Nikodem (Rotow) pełnił urząd patriarszego egzarchy Europy Zachodniej. Wielokrotnie wyjeżdżał do działających w jego ramach parafii, spotykał się z hierarchią i duchowieństwem, jak również kierował do nich listy.
W 1975 metropolita otrzymał tytuł doktora teologii za pięciotomowe wydanie dzieł zebranych. Od roku następnego był wykładowcą historii Rosyjskiego Kościoła Prawosławnego na Leningradzkiej Akademii Duchownej. Nadmierna ilość obowiązków przyjętych przez metropolitę (we wspomnieniach współczesnych pracował po wiele godzin dziennie) doprowadziła do ponownego pogorszenia się stanu jego zdrowia, przeszedł on kolejne zawały. Dopiero w 1978, po Wszechchrześcijańskim Kongresie Pokoju, Nikodem zgodził się wyjechać na kurację do uzdrowiska Franciszkowe Łaźnie. Do Leningradu wrócił w sierpniu 1978.

#### Śmierć
6 sierpnia metropolita leningradzki dowiedział się o śmierci papieża Pawła VI i postanowił, wbrew radom lekarzy, osobiście udać się do Watykanu z kondolencjami, a następnie czekać w Rzymie na wybór nowego papieża, któremu miał przekazać oficjalne pozdrowienia. 9 sierpnia 1978 metropolita Nikodem oraz jego sekretarz, archimandryta Lew (Cerpicki), przybyli do Domu dla duchowieństwa w Rzymie, zaś po pogrzebie Pawła VI przenieśli się do Domu Ojców Jezuitów w Villi Cavaletti w Frascati, jako osobiści goście przełożonego generalnego jezuitów o. Pedro Arrupe. 5 września 1978 delegaci Rosyjskiego Kościoła Prawosławnego udali się do papieskiej biblioteki prywatnej razem z innymi przedstawicielami Kościołów niekatolickich. W czasie audiencji metropolita Nikodem poprosił o prywatną rozmowę z papieżem Janem Pawłem I. Po jej zakończeniu papież pragnął osobno zwrócić się do całej delegacji rosyjskiej. W tym momencie metropolita nieoczekiwanie zasłabł, próby udzielenia pierwszej pomocy okazały się bezskuteczne. Wówczas Jan Paweł I udzielił umierającemu rozgrzeszenia. Wezwany lekarz stwierdził zgon wskutek kolejnego zawału serca.
Nagła śmierć hierarchy stała się przyczyną powstania szeregu teorii spiskowych. Według jednej z nich Nikodem został otruty trucizną zmieszaną z kawą, gdyż pomyłkowo wypił napój przeznaczony dla papieża, przygotowany przez masona lub agenta KGB. Wersję tę odrzucają świadkowie audiencji, w czasie której zmarł Nikodem, zdaniem których duchowny nie został poczęstowany żadnym napojem. Inna teoria zakłada, iż Nikodem został zamordowany przez KGB przy pomocy cyjanku, jaki w czasie wcześniejszego leczenia wprawiono mu do zęba. W myśl tej koncepcji, którą ks. Kałużny podaje za anonimowym dostojnikiem Kościoła katolickiego, KGB mogło podsłuchiwać treść rozmów prowadzonych w bibliotece papieskiej dzięki urządzeniom analizującym drgania szyb (okno biblioteki położone było naprzeciw ambasady radzieckiej). Gdy przebieg prywatnej rozmowy metropolity z papieżem okazał się nie w myśl władz ZSRR, w stronę hierarchy miała być skierowana wiązka promieni laserowych, aktywująca truciznę. Wersji tej również nie potwierdzają świadkowie wydarzenia. Inna koncepcja zakłada, iż metropolita został otruty w czasie kuracji w Czechosłowacji – pierwszego leczenia, jakie odbywał w publicznej placówce służby zdrowia, nie zaś w prywatnej infirmerii, którą posiadał w rezydencji metropolitalnej i do której wzywał zaufanych lekarzy. Zdaniem ks. Kałużnego na poparcie tej tezy należy przywołać fakt, iż wzmiankowane leczenie dało efekty odwrotne od zamierzonych.
Istniały również teorie, iż Nikodem upozorował własną śmierć, by móc przejść na katolicyzm i objąć wysoką godność w hierarchii tegoż Kościoła.

### Pogrzeb i upamiętnienie

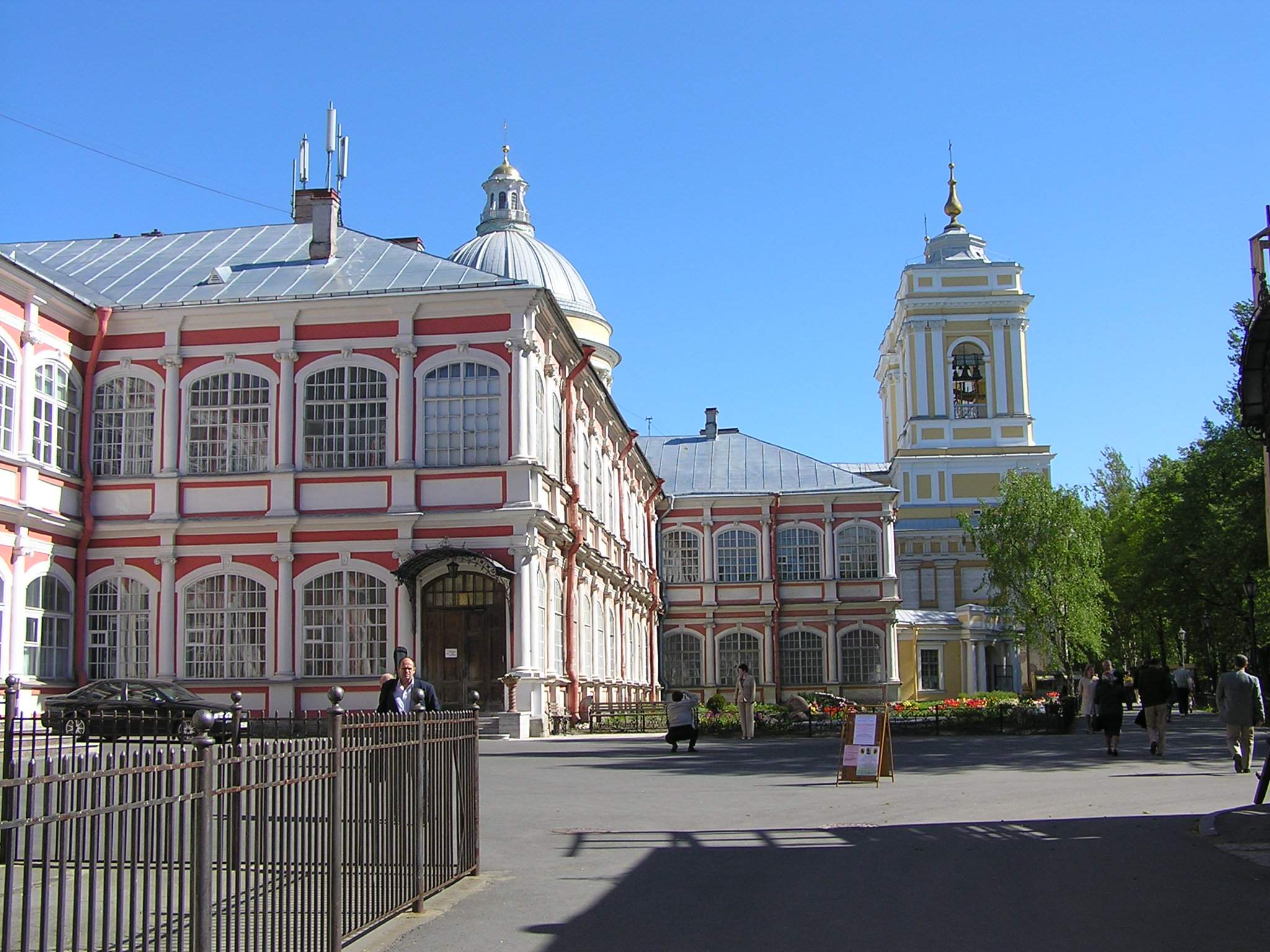
Ławra św. Aleksandra Newskiego w Petersburgu, w której Nikodem (Rotow) zamieszkiwał jako metropolita leningradzki i w której został pochowany

Ciało zmarłego metropolity zostało wystawione w kościele św. Anny w Rzymie, w którym 7 września odprawiono nabożeństwo żałobne. Następnego dnia trumnę przewieziono do Leningradu. Nikodem (Rotow), zgodnie z jego wcześniejszym życzeniem, nie został pochowany we wnętrzu miejscowego soboru, ale na cmentarzu mnichów ławry św. Aleksandra Newskiego, po ceremonii pogrzebowej według rytu przewidzianego dla zwykłych zakonników. Na jego grobie wyryto fragment jednej z modlitw św. Jana Chryzostoma: Panie, byłem grzeszny jak każdy człowiek. Ty więc, Boże miłosierny, racz spojrzeć na moją słabość i ulituj się nade mną. Jezu, Boże serca mojego, przyjdź i połącz mnie z Tobą na zawsze. W czasie pogrzebu metropolity patriarcha Pimen, metropolita Juwenaliusz (Pojarkow) i arcybiskup Cyryl (Gundiajew) wygłosili mowy, w których chwalili działalność zmarłego zarówno w zakresie dialogu ekumenicznego i aktywności międzynarodowej, jak i jego aktywność na terenie ZSRR, w tym w kwestii relacji państwa z Cerkwią. Mowę wygłosił również kierujący delegacją Kościoła katolickiego kardynał Johannes Willebrands.
Metropolita Juwenaliusz (Pojarkow), uważający się za ucznia duchowego metropolity Nikodema, wydał na jego temat zbiór wspomnień własnych i innych, zatytułowany Człowiek Cerkwi.

## Odznaczenia i wyróżnienia
- Order Świętego Równego Apostołom Księcia Włodzimierza I klasy (Rosyjska Cerkiew Prawosławna)
- Order Świętego Równego Apostołom Księcia Włodzimierza II klasy
- Order Świętego Równego Apostołom Księcia Włodzimierza III klasy
- Kawaler Orderu Feniksa (Grecja)
- Order Jugosłowiańskiego Sztandaru (Jugosławia)
- Kawaler Orderu Narodowego Cedru (Liban)
- Członek Honorowy Leningradzkiej Akademii Teologicznej
- Członek Honorowy Moskiewskiej Akademii Teologicznej
- doktor honoris causa Chrześcijańskiej Akademii Teologicznej w Warszawie (1974)[65]

## Oceny
Jako człowieka genialnego ocenił Nikodema historyk Rosyjskiego Kościoła Prawosławnego Dmitrij Pospiełowski. Anatolij Lewitin-Krasnow, nieprzychylnie oceniający działalność ekumeniczną metropolity, uważał go równocześnie za najwybitniejszą osobowość w ówczesnej hierarchii Rosyjskiego Kościoła Prawosławnego. Znaczenie aktywności Nikodema w dialogu prawosławno-katolickim podkreślał metropolita smoleński i kaliningradzki (późniejszy patriarcha Moskwy i całej Rusi) Cyryl (Gundiajew). Metropolia Filaret (Wachromiejew) stwierdził, że dzięki Nikodemowi głos Rosyjskiego Kościoła Prawosławnego stał się słyszalny na całym świecie, co utrudniło władzom radzieckim jego prześladowanie. Wspomnienia o metropolicie jako o erudycie, wybitnym znawcy historii i liturgiki oraz życzliwym człowieku, przedstawiali znający go osobiście duchowni i studenci Leningradzkiej Akademii Duchownej. Papież Jan Paweł I wspominał, iż w czasie prywatnej rozmowy z Nikodemem w dniu jego śmierci usłyszał najpiękniejsze w życiu słowa o Kościele.
Część zagranicznych publicystów po śmierci Nikodema uznała, iż zmarły był jedynie agentem KGB, zaś jego działalność w Cerkwi była zwykłą maskaradą. Michael Bourdeaux, oceniając działalność międzynarodową Nikodema, określił go jako „wilka w owczej skórze”. Radzieccy prawosławni duchowni-dysydenci (m.in. Gleb Jakunin) konsekwentnie krytykowali jego współpracę z władzami kraju i twierdzili, że choć Nikodem podjął ją w najlepszych intencjach, nie uzyskał spodziewanych korzyści dla Cerkwi, wywołał natomiast „nieobliczalne szkody i straty duchowe”. Do sposobu prowadzenia przez Nikodema dialogu z katolikami negatywnie odnosił się biskup Bazyli (Kriwoszein). Duchowny i publicysta Gieorgij Edielsztajn określił postępowanie Nikodema i kontynuatorów jego polityki, w tym patriarchy moskiewskiego i całej Rusi Cyryla, jako całkowicie uległe żądaniom państwa i w ten sposób prowadzące do zniszczenia Cerkwi. Inny publicysta cerkiewny, hieromnich Anatol (Bieriestow), nie zgodził się z powyższym zarzutem, twierdząc, iż to Nikodem nie dopuścił do zamknięcia w ZSRR szkół teologicznych i doprowadził do przeprowadzenia nowych chirotonii biskupich.
Z kolei Ilia Dżirkwelow, były agent KGB, w swoich wspomnieniach twierdził, iż Nikodem szczerze wierzył w wyższość socjalizmu nad kapitalizmem, równocześnie głęboko wierząc w Boga. Współpracujący z nim duchowny, ówcześnie igumen Marcel (Wietrow), twierdził, iż Nikodem był zmuszany do popierania polityki radzieckiej i czynił to z niechęcią, w najwęższym możliwym zakresie, widząc w tym działaniu jedyną szansę przetrwania Kościoła.
Szczególne kontrowersje budzi ocena działalności ekumenicznej metropolity, którą radzieccy dysydenci postrzegali jako prowadzoną w całości w interesie Związku Radzieckiego i sterowaną przez KGB. W ocenie ks. Kałużnego Nikodem szczerze dążył do jedności chrześcijan i jego działania prowadzone w tym kierunku należy uważać za ważniejsze niż wygłaszane oficjalnie deklaracje o swobodzie religijnej w ZSRR.